# Liste der Naturschutzgebiete im Landkreis Waldshut
Im Landkreis Waldshut gibt es 37 Naturschutzgebiete. Für die Ausweisung von Naturschutzgebieten ist das Regierungspräsidium Freiburg zuständig. Nach der Schutzgebietsstatistik der Landesanstalt für Umwelt, Messungen und Naturschutz Baden-Württemberg (LUBW) stehen 3.647,52 Hektar der Landkreisfläche unter Naturschutz, das sind 3,22 Prozent.
| Name                                       | Bild | Kennung            | Einzelheiten | Position | Fläche Hektar | Datum                          |
| ------------------------------------------ | ---- | ------------------ | --- | -------- | ------------- | ------------------------------ |
| Feldberg                                   |      | 3.001 WDPA: 4402   | Feldberg (Schwarzwald), Hinterzarten, Oberried, Schluchsee, Todtnau Naturraum von besonderer Vielfalt, Eigenart und Schönheit; Beispiel einer glazial überformten Mittelgebirgslandschaft als wichtiges Dokument der nacheiszeitlichen Naturgeschichte; vielfältiger Lebensraum für zahlreiche Tierarten und viele, teilweise einzigartige Pflanzengesellschaften mit arktisch-alpinen, montanen und atlantischen Florenelementen sowie seltenen, zum Teil vom Aussterben bedrohten Arten; teilweise Bann- und Schonwald. | ⊙        | 4.223,3       | 27. Sep. 1991                  |
| Horbacher Moor                             |      | 3.012 WDPA: 81935  | Dachsberg (Südschwarzwald) Hochmoor im Südschwarzwald (Hotzenwald); Randwald aus Bergkiefern (Spirken), die gegen die Mitte des Moores immer kleiner werden; offene Moorfläche mit schön ausgebildetem Regenerationskomplex. | ⊙        | 11,7          | 5. Jan. 1939                   |
| Wutachschlucht                             |      | 3.024 WDPA: 166384 | Friedenweiler, Lenzkirch, Löffingen (alle Landkreis Breisgau-Hochschwarzwald), Bräunlingen (Schwarzwald-Baar-Kreis) Teile des Ober- und Mittellaufes der Wutach sowie des Unterlaufes der Gauchach im südöstlichen Schwarzwald; Beispiel der Ablenkung eines Flusses vom Flusssystem der Donau zu dem des Rheines, tektonisch bedingt durch den Bonndorfer Grabenbruch; zahlreiche geologische Vorgänge eines jungen Flusstales mit unausgeglichenem Gefälle, insbesondere starke Erosion in allen Schichten vom Grundgebirge bis zum Keuper; Verkarstungserscheinungen mit Versickerung und Wiederaustritt der Wutach; mit Wechsel der Exposition und des Untergrundes verschiedenartige Ausbildungen der Schluchtwälder; pontisch-mediterrane, atlantische und subalpine Pflanzenarten; sehr artenreiche Tierwelt mit Vorkommen seltener Arten. | ⊙        | 968,1         | 12. Aug. 1939                  |
| Steppenheide Hardt                         |      | 3.025 WDPA: 82640  | Bonndorf im Schwarzwald Steiler, flachgründiger Westhang auf Muschelkalk; Magerwiesen, Säume, Gebüsche, Gehölze und Wald. | ⊙        | 8,6           | 13. Dez. 1991                  |
| Schlüchtsee                                |      | 3.032 WDPA: 82533  | Grafenhausen Seit 150 Jahren gestauter Weiher im Bereich des Granit-Gesteins des Südschwarzwaldes im Schlücht-Tal; am Ufer ein Schwarzerlen-Saum; angrenzend Mosaik aus Flachmooren, Binsenwiesen und Magerwiesen. | ⊙        | 8,5           | 5. Aug. 1991                   |
| Küssaberg                                  |      | 3.038 WDPA: 164307 | Küssaberg Steiler Weißjura-Südhang des Küssaberges (629 m) unterhalb der Küssaburg; locker bestockt mit orchideenreichem Buchenwald und Geißklee-Kiefern-Wald. | ⊙        | 6,3           | 27. Juni 1941 bis 1. Feb. 2024 |
| Tiefenhäuser Moos                          |      | 3.045 WDPA: 82712  | Höchenschwand Hochmoor im Südschwarzwald in eiszeitlichem Zungenbecken, von Moränenwall umgeben. Torfstiche von 1914/18 sich wieder regenerierend; randlich Flachmoor. | ⊙        | 4,5           | 16. Aug. 1951                  |
| Schneeglöckchenstandort auf Gemarkung Buch |      | 3.046 WDPA: 82541  | Albbruck Vornehmlich mit Esche und Hasel bestandener Südosthang an der Alb; stellenweise felsiger Untergrund; geophyten- und farnreiche Krautschicht. | ⊙        | 1,8           | 31. März 1953                  |
| Lindenberg-Spießenberg                     |      | 3.048 WDPA: 164463 | Stühlingen Für den Naturraum bezeichnende, orchideenreiche Nadelwälder auf der Hochfläche; Kalkbuchenwälder an den Hängen; in den Wäldern eingestreute, kleinflächige Lichtungen mit Saumgesellschaften; Lebensraum einer vielfältigen Tier- und Pflanzenwelt mit seltenen und gefährdeten Arten. | ⊙        | 85,8          | 10. März 1954                  |
| Pulsatilla-Standort Dangstetten            |      | 3.059 WDPA: 82346  | Küssaberg Halbtrockenrasen auf einer Schotterterrasse im Rheintal (Hochrhein) mit Vorkommen der Küchenschelle. | ⊙        | 0,6           | 31. Jan. 1962                  |
| Eibenkopf                                  |      | 3.060 WDPA: 81579  | Waldshut-Tiengen Steiler Westhang zum Seltenbach im Bereich des Oberen Muschelkalks im Klettgau, mit dem größten Eibenbestand Südbadens. | ⊙        | 0,9           | 31. Jan. 1962                  |
| Orchideenwiese Küßnach                     |      | 3.061 WDPA: 82290  | Küssaberg Halbtrockenrasen mit zahlreichen Orchideen an den Hängen des Küssaberges. | ⊙        | 0,9           | 31. Jan. 1962 bis 1. Feb. 2024 |
| Berghaus                                   |      | 3.062 WDPA: 81385  | Waldshut-Tiengen Zwei Teilgebiete an einem Südhang im Klettgau im Bereich des Oberen Muschelkalks; von landwirtschaftlichen Nutzflächen umgebene Kiefernwäldchen mit artenreicher Krautschicht. | ⊙        | 1,5           | 31. Jan. 1962                  |
| Orchideenwiese                             |      | 3.067 WDPA: 82289  | Küssaberg Halbtrockenrasen auf einer Schotterterrasse im Rheintal (Hochrhein). | ⊙        | 1,6           | 24. Apr. 1964                  |
| Alter Weiher                               |      | 3.068 WDPA: 81272  | Murg, Rickenbach Landschaftlich reizvolles Gebiet im Südschwarzwald; gut ausgebildetes Mosaik verschiedener Niedermoortypen. | ⊙        | 16,7          | 27. Dez. 1990                  |
| Samlischbuck                               |      | 3.073 WDPA: 82482  | Weilheim Bergkuppe im Mittleren Muschelkalk mit altem Steinbruch, nach Einstellung des Steinbruchbetriebes mit Halbtrockenrasen bedeckt; an den Rändern Rosen-Hasel-Gebüsch. | ⊙        | 3,5           | 12. Juni 1968                  |
| Bruggmatt                                  |      | 3.078 WDPA: 81471  | Dachsberg (Südschwarzwald) Bergwiese und Hangquellmoor mit floristischen Seltenheiten in einem großen Waldgebiet im Südschwarzwald (Hotzenwald) | ⊙        | 2,1           | 10. Dez. 1969                  |
| Wutachflühen                               |      | 3.107 WDPA: 82952  | Blumberg, Stühlingen Der als Wutachflühen bezeichnete Teil des Wutachtales zwischen dem Lettergraben im Norden und dem Weilergrabenbach im Süden; Naturraum von besonderer Eigenart und Schönheit mit erdgeschichtlich bedeutsamem Naturaufschluß des Muschelkalks und Lebensraum artenreicher Gesellschaften seltener, zum Teil vom Aussterben bedrohter Pflanzen- und Tierarten. | ⊙        | 374,0         | 27. Sep. 1979                  |
| Kapellenhalde - Wüster See                 |      | 3.114 WDPA: 82037  | Dettighofen, Jestetten Feuchtgebiet und Märzenbecherwuchsort. Wesentlicher Schutzzweck ist die Erhaltung1. der Waldbestände im Gewann "Kapellenhalde" als Wuchsort für den Märzenbecher (Leucojum vernum) und Überwinterungsgebiet für Amphibien,2. der Riedflächen im Gewann "Wüster See" als regional bedeutsames Feuchtgebiet. | ⊙        | 17,7          | 2. Okt. 1981                   |
| Auäcker                                    |      | 3.119 WDPA: 162254 | Stühlingen Wutach-Aue und Selden-Graben als Lebensraum einer charakteristisch ausgebildeten Auen- und Schluchtwald-Vegetation. | ⊙        | 13,5          | 19. Juli 1982                  |
| Bannwald Wehratal                          |      | 3.122 WDPA: 81358  | Wehr Naturhafter Landschaftsteil von besonderer Eigenart und Schönheit mit hervorragender Bedeutung für die Wissenschaft; Lebensraum für zahlreiche, z. T. sehr seltene und vom Aussterben bedrohte Tier- und Pflanzenarten; Bannwald (LWaldG § 32). | ⊙        | 127,6         | 24. Sep. 1982                  |
| Ennersbacher Moor                          |      | 3.176 WDPA: 162956 | Dachsberg (Südschwarzwald) Hochmoor und Flachmoorbereiche sowie Teile der angrenzenden Wälder als Lebensraum seltener und gefährdeter Tier- und Pflanzenarten. | ⊙        | 20,0          | 21. Dez. 1990                  |
| Oberer Schwarzenbach                       |      | 3.189 WDPA: 164873 | Rickenbach, Bad Säckingen Feucht und Magerwiesen entlang eines Bachlaufes mit vielfältigen, z. T. stark gefährdeten Lebensgemeinschaften; landesweit einzigartiges Vorkommen einer seltenen Pflanzenart im Bereich ehemaliger Wässerwiesen. | ⊙        | 3,2           | 15. Dez. 1992                  |
| Schwarza-Schlücht-Tal                      |      | 3.190 WDPA: 165486 | Weilheim, Waldshut-Tiengen, Ühlingen-Birkendorf Felsschluchtgebiete als Wuchsort seltener für den Naturraum teilweise einzigartiger Pflanzengesellschaften; große wissenschaftliche Bedeutung, insbesondere für die Biologie und Geologie. | ⊙        | 243,7         | 28. Dez. 1992                  |
| Kadelburger Lauffen-Wutachmündung          |      | 3.192 WDPA: 163962 | Küssaberg, Waldshut-Tiengen Naturraum von besonderer Eigenart und Schönheit, geologisch und landschaftlich bedeutsame Erscheinung - beinhaltet vielfältige Lebensgemeinschaften mit teilweise stark gefährdeten Arten; Brut-, Durchzugs- und Überwinterungshabitat verschiedener, z. T. gefährdeter Vogelarten. | ⊙        | 38,7          | 9. März 1993                   |
| Nacker Mühle                               |      | 3.200 WDPA: 164747 | Lottstetten Naturnahe, standorttypische Laubwaldgesellschaften, Flachmoore, Seggenriede, Röhrichte und Quellbereiche mit umfangreichen Kalksinterbildungen; naturnahe Bachläufe. | ⊙        | 29,4          | 10. März 1994                  |
| Höchenschwander Moor                       |      | 3.206 WDPA: 163704 | Höchenschwand Senke mit verschiedenen Moorgesellschaften, Seggenrieden, Feuchtgebüschen sowie Feucht- und Goldhaferwiesen, die es zu erhalten und entwickeln gilt. (NR: Hochschwarzwald). | ⊙        | 9,4           | 18. Apr. 1995                  |
| Kohlhütte-Lampenschweine                   |      | 3.221 WDPA: 164188 | Ibach Für den Hotzenwald repräsentativer Landschaftsausschnitt mit gehölzarmen Extensivweiden, Hoch- und Niedermoorkomplexen, naturnahen Waldgesellschaften und offenen, felsigen Abhängen. | ⊙        | 150,6         | 21. Apr. 1996                  |
| Braunhalden-Schlattboden                   |      | 3.239 WDPA: 162541 | Stühlingen Für die Muschelkalklandschaft am Südostrand des Schwarzwaldes repräsentative Heckenlandschaft mit ausgedehnten, schützenswerten Kalkmagerrasen, Feuchtgebieten und Saumgesellschaften; vielfältiger Naturraum von besonderer Eigenart und Schönheit; Lebensraum für eine Vielzahl seltener, z. T. stark gefährdeter Tier- und Pflanzenarten. | ⊙        | 56,9          | 26. Okt. 1997                  |
| Wehramündung                               |      | 3.240 WDPA: 166195 | Schwörstadt, Wehr (Landkreis Waldshut) Westlicher Mündungsbereich der Wehra in den Rhein und der Schilf- und Flachwasserzonen am Rheinufer; bedeutendes Brut- und Durchzugsgebiet zahlreicher, z. T. vom Aussterben bedrohter Vogelarten. | ⊙        | 12,1          | 3. Nov. 1997                   |
| Katzenbuck-Halde                           |      | 3.241 WDPA: 164041 | Ühlingen-Birkendorf Für die Muschelkalklandschaft des Wutachlandes repräsentativer Hangabschnitt mit schützenswerten Grünlandgesellschaften, Gebüschen, Säumen, Waldrändern und Waldgebieten; Lebensraum für eine Vielzahl seltener, zum Teil stark gefährdeter Tier- und Pflanzenarten; extensiv genutzter Hangbereich mit Magerrasen und Magerwiesen, deren Offenhaltung und Vernetzung gesichert werden sollen.(NR:Alb-Wutach-Gebiet). | ⊙        | 46,7          | 6. Nov. 1997                   |
| Rüttewies-Scheibenrain                     |      | 3.244 WDPA: 165272 | Dachsberg (Südschwarzwald) Vielfältiges Mosaik unterschiedlicher Lebensräume wie z. B. Hoch- und Niedermoore, Feucht- und Magerwiesen sowie Magerrasen und Wälder als Lebensraum teilweise stark gefährdeter Tier- und Pflanzenarten und als Biotopverbund extensiv genutzter Magerrasen in den Gewannen »Bengelbruck«, »Scheibenrain« sowie »Hintere Waid« mit den sie verbindenden Landschaftsteilen.(NR: Hochschwarzwald). | ⊙        | 64,3          | 10. Dez. 1997                  |
| Vogtsberg                                  |      | 3.255 WDPA: 319261 | Bonndorf im Schwarzwald Einzigartiger Muschelkalkzeugenberg mit halb offener Kulturlandschaft aus Wald, Hecken, Magerrasen und -wiesen, Saumgesellschaften und Flachmooren. | ⊙        | 88,1          | 20. Jan. 2000                  |
| Mühlbachtal                                |      | 3.260 WDPA: 318817 | Albbruck, Laufenburg (Baden) Für den Südschwarzwald repräsentatives Schluchttal zum Hochrhein mit schützenswerten Grünlandgesellschaften, Gebüschen, Hecken, Wäldern und Bachläufen; als Lebensraum für eine Vielzahl seltener und teils stark gefährdeter Tier- und Pflanzenarten; extensiv genutztes Bachtal mit Feuchtwiesen und Flachmooren, deren Offenhaltung und Verbindung gesichert werden soll. | ⊙        | 84,8          | 13. Sep. 2001                  |
| Kirchspielwald-Ibacher Moos                |      | 3.262 WDPA: 318656 | Dachsberg (Südschwarzwald), Görwihl, Herrischried, Ibach Landesweit bedeutsames Moorgebiet mit zahlreichen gefährdeten, zum Teil vom Aussterben bedrohten Tier- und Pflanzenarten; Mosaik aus unterschiedlichen Lebensräumen wie naturnahe Wälder. Moore. Borstgrasrasen, Magerwiesen und Fließgewässerabschnitte, die zum Teil von europaweiter Bedeutung sind (Richtlinie 92/43 EWG - FFH-Richtlinie-); verkehrs- und siedlungsarmer, relativ wenig gestörter Bereich. | ⊙        | 569,2         | 27. Nov. 2001                  |
| Friedrich-August-Grube                     |      | 3.270 WDPA: 344586 | Dachsberg (Südschwarzwald) Lebensraum für hochspezialisierte Flechtengemeinschaften auf schwermetallreichen Standorten sowie einer an seltenen Pflanzenarten reichen Felsvegetation. Gebiet mit Lebensraumtypen und Lebensstätten der Arten der FFH-Richtlinie, wie Silikatfelsen und ihre Felsspaltenvegetation, natürliche eutrophe Seen, distrophe Seen sowie die beiden Fledermausarten Großes Mausohr und Bechsteinfledermaus. Arten- und strukturreiches Mosaik aus Röhricht, Großseggenried, Kleinseggenried, Zwischenmoor und Magerrasen. | ⊙        | 6,2           | 11. Apr. 2005                  |
| Taubenmoos                                 |      | 3.276 WDPA: 378370 | Bernau im Schwarzwald Typisches postglaziales Tal der Schwarzwälder Hochflächenlandschaft und der bäuerlich geprägten Kulturlandschaft mit Wiesen, Weiden, Wäldern und Mooren; Mosaik aus unterschiedlichen, landesweit bedeutsam Mooren, Wäldern, Borstgrasrasen, Magerwiesen und anderen Lebensräumen; FFH-LRT: artenreiche Borstgrasrasen (prioritär), montan feuchte Hochstaudenfluren, Berg-Mähwiesen, naturnahe lebende Hochmoore (prioritär), geschädigte Hochmoore, Übergangs- und Schwingrasenmoore, kalkreiche Niedermoore, Moorwälder, Erlen- und Eschenwälder (prioritär) an Fließgewässern, bodensaure Fichtenwälder. | ⊙        | 204,5         | 16. Sep. 2007                  |
| Küssenberg                                 |      | 3.276              | Küssaberg Bergrücken am Rand des großen Klettgaurückens mit Magerrasen, Mähwiesen, Streuobstwiesen, naturnahen Waldbeständen. | ⊙        | 207,4         | 1. Feb. 2024                   |
| Legende für Naturschutzgebiet              |      |                    | |          |               |                                |